# Lake Mary (Queensland)
Der Lake Mary ist ein See im Osten des australischen Bundesstaates Queensland. 
Er liegt am Mittellauf des Mackenzie River, südwestlich der Broadsound Range, in der Nähe der Siedlung Tartarus.